# Геологія Північної Америки
Геоло́гія Півні́чної Аме́рики

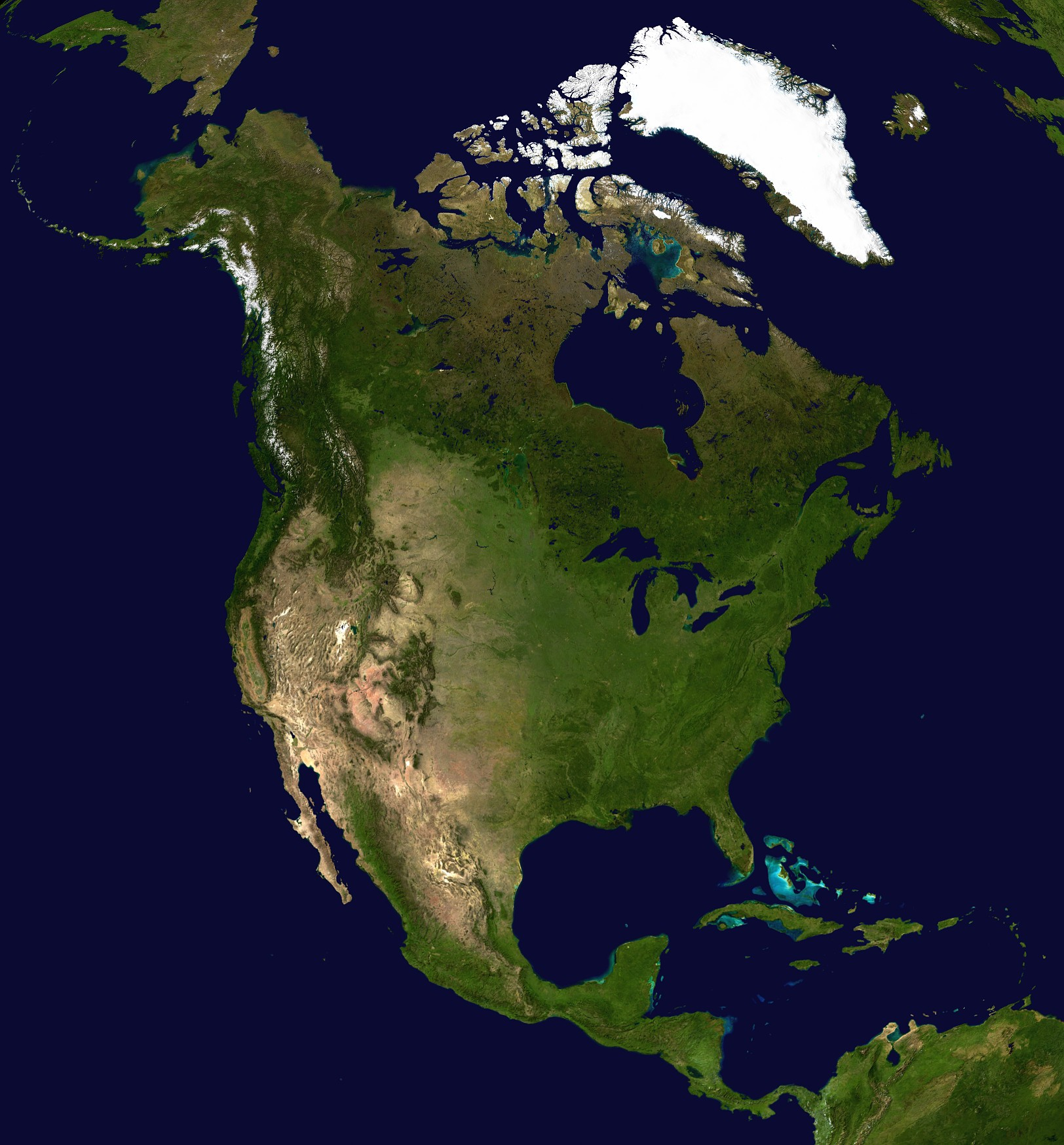
Північна Америка

Центральну рівнинну частину Північної Америки займає однойменна древня платформа (кратон), яка до початку кайнозою включала і острів Ґренландія.
Платформу обрамовують складчасті споруди різного віку — каледоніди Східної і Північної Ґренландії, Ньюфаундленда і Північних Аппалач, ранні герциніди Канадського Арктичного архіпелагу, пізні герциніди Півдічних Аппалач, Уошито, мезозойсько-неозойський складчастий пояс Кордильєри. Частина цих споруд перекрита мезозойсько-кайнозойським чохлом Приатлантичної низовини і узбережжя Мексиканської затоки. Південним геологічним кордоном континенту служить розлом (зсув) Полочик-Мотагуа, що виходить у вершині Гондураської затоки. Більша частина площі Північноамериканської платформи займає Канадський щит. За винятком розташованої на південно-східній частині щита Гренвіллського пояса, фундамент щита утворений породами раннього докембрію. Становлення фундаменту всієї платформи закінчилося лише у пізньому кембрії.
Осадовий чохол Північноамериканської платформи поширений на південь, захід і північ від Канадського щита (найбільша його площа — Мідконтинент). Розчленування фундаменту на підняття і западини привело до появи рифів в обрамленні западин і накопиченню солей (силур Мічиганського, девон Віллістонського, перм Техасського басейн). У карбоні Мідконтинент став областю накопичення вугленосних товщ, що збереглися в Передаппалачському прогині, Мічиганському, Іллінойському та Західному внутрішньому басейнах. В наступні епохи чергувалися періоди «море-суша», що і обумовлює характер осадових гірських порід. Крім Мідконтинента і Великих рівнин палеозойський чохол поширений і на Арктичному схилі платформи, де він складає південну частину Канадського Арктичного архіпелагу. Тотожні за складом і віком утворення виповнюють велику, але неглибоку синеклізу Гудзонової затоки, накладену на центральну частину Канадського щита.
У Іннуїтській складчастій системі (обрамовує Північноамериканську платформу з півночі, займає північну частину Канадського Арктичного Архіпелагу) розрізнюють три зони: зовнішню, центральну та північну. На центральній і північній зоні різко незгідно накладена велика западина (басейн) Свердруп, виконана потужною (до 12 км) товщею відкладів (від кам'яновугільних до верхньої крейди). Тут з евапоритами верхнього карбону-пермі пов'язані численні соляні діапіри. Мезозой представлений циклічною послідовністю мілководно-морських теригенних осадів. Є вияви магматизму.
Східне обрамлення платформи утворене Аппалачською складчастою системою, що протягається від Ньюфаундленда до штату Алабама.
У цій системі розрізнють три сегменти: Ньюфаундлендський, Північно-Аппалачський і Південно-Аппалачський.
Північний і центральний сегменти межують з Канадським щитом і його схилом, складеним нижнім палеозоєм, вздовж розлому «лінії Логана», по якому складчаста система насунена на щит. Південний сегмент обмежений з боку платформи передовим прогином, виконаним відкладами від ордовика до низів пермі. Зони Аппалачського орогена (Авалон, Мегума, Каролінський сланцевий пояс) мають схожі розрізи з Європою і Африкою і розглядаються як елементи східної континентальної околиці палеоокеану Япет.
Південне складчасте обрамлення платформи оголене фрагментарно внаслідок перекриття з півдня чохлом молодої западини Мексиканської затоки. Воно виступає лише в горах Уошито в штатах Арканзас і Маратон в Техасі.
Грандіозний Кордильєрський складчастий пояс довжиною 9 тис. км, шир. 1 000—1 500 км простягається вздовж всієї західної околиці Північної Америки від Аляски до Центральної Америки.
У ньому виділено 4 сегменти: Аляскинський, Канадський, США і Мексиканський та дві основні подовжні зони, загальні для всіх сегментів, — міогеосинклінальна зона Скелястих гір і евгеосинклінальная внутрішня зона. Зона Скелястих гір найбільш типово виражена в Канаді і США. Продовження зони Скелястих гір на Алясці (хребет Брукс) і в Мексиці (Східна Сьєрра-Мадре) істотно відрізняється від основної частини зони тим, що мезозойський міогеосинклінальный комплекс тут різко незгідно накладений на палеозойський.
На Алясці розріз мезозою морський і теригенний. Прогини типу крайових, але менших розмірів, переривистим ланцюжком слідують і вздовж схілного краю Кордильєр; це басейни Макензі і Альберта в Канаді, Паудер-Рівер, Денвер і Рейтон в США і Чиконтепек в Мексиці.
Загальною характеристикою евгеосинклінальної зони Кордильєр є лише її переважаюче океанічне походження. Вважається, що внутрішня зона Кордильєр являє собою «колаж», мозаїку, що виникла внаслідок «злипання» багатьох десятків великих і дрібних брил різної природи і віку, уламків внутрішньоокеанічного підняття, острівних дуг, мікроконтинентів, що різко розрізнюються за будовою і складом своїх розрізів.
У Кордильєрах США у кайнозої мало місце активне рифтоутворення. Кайнозой був також ерою інтенсивного вулканізму. З субдукцією тихоокеанської літосфери під континент Північної Америки пов'язані утворення донині діючих вулканів Алеутської дуги, Аляскинського хребта, Каскадних гір, Трансмексиканського вулканічного поясу і древніший, олігоцен-міоценовий вапняно-лужний вулканізм провінції Західна Сьєрра-Мадре. Таке ж походження мають юрські — крейдові гранітні батоліти Аляскинського хребта, Берегових хребтів Британської Колумбії, Сьєрри-Невади і півострова Нижня Каліфорнія. У тилу вулканічних хребтів Каскадних гір розташоване залите базальтами Колумбійське плато, а вздовж зони поперечних розломів Снейк спостерігаються вияви бімодального (основного і кислого) вулканізму.
Особливе місце в структурі Північної Америки належить великій (діаметром 1 500 км) округлій западині Мексиканської затоки. Її центральна частина, зайнята глибоководною (до 3 750 м) рівниною Сігсбі, підстилається корою океанічного типу, що виникла, як вважають, в процесі спредингу в середньо-пізній юрі, одночасно з початком формування Атлантичного океану. По периферії глибоководного басейну розвинена кора перехідного типу — продукт рифтоутворення пізнього тріасу — ранньої юри. У кінці середньої юри, коли в басейн проникли води Атлантики, тут відклалася потужна товща солей. З останньою пов'язані інтенсивні вияви соляного діапіризму на більшій частині периметру басейну, крім карбонатних платформ Юкатану і Флориди, що замикають западину. У ранній крейді навколо басейну утворилося кільце бар'єрних рифів, а в пізній крейді — відклади шаруватих карбонатів. У кайнозої периферія басейну, крім Юкатану і Флориди, де продовжувалося карбонатонакопичення, стала заповнюватися піщано-глинистими осадами; їх потужність досягає 15 км. Одночасно продовжувалося зростання соляних діапірів. Чохол крейдових і кайнозойських осадів, перетинаючи Флориду, потовщуючись йде далі на Приатлантичну рівнину США. Вздовж долини річки Міссісіпі цей чохол утворює «затоку», що перекриває район зчленування Аппалачів і Уошито та досягає своєю вершиною древньої платформи.
Географічно до Північної Америки належить Південна Антильсько-Карибська область. Її основні елементи — Антильська острівна дуга, Центральноамериканський (Панамський) перешийок, що з'єднує дві Америки, і акваторія Карибського моря. Останнє складається з декількох глибоководних западин (Юкатанська, Колумбійська, Венесуельська, Гренада).